# Wixom
Wixom é uma cidade localizada no estado americano de Michigan, no Condado de Oakland.

## Demografia
Segundo o censo americano de 2000, a sua população era de 13.263 habitantes.
Em 2006, foi estimada uma população de 13.568, um aumento de 305 (2.3%).

## Geografia
De acordo com o United States Census Bureau tem uma área de 24,5 km², dos quais 24,2 km² cobertos por terra e 0,3 km² cobertos por água.

## Localidades na vizinhança
O diagrama seguinte representa as localidades num raio de 12 km ao redor de Wixom.